# Bobonong
Bobonong ist ein Ort im Central District in Botswana.

## Geographie
Im Jahr 2011 hatte Bobonong 19.389 Einwohner. Bei der Volkszählung 1981 lebten erst 4711 Einwohner dort. Der Ort verfügt über mehrere öffentliche Gebäude und ist teils städtisch, teils ländlich strukturiert.
Durch Bobonong fließt der Motloutse, ein linker Nebenfluss des Limpopo. Die Umgebung Bobonongs ist flach, das Klima arid. Selebi-Phikwe liegt rund 55 Kilometer westlich. Zur simbabwischen Grenze sind es rund 40 Kilometer, zur südafrikanischen Grenze rund 65 Kilometer.
Bobonong ist Verwaltungssitz des gleichnamigen Sub-Distriktes, der auch Bobirwa Sub-District heißt.

## Geschichte
Bobonong ist ein traditionelles Zentrum der Bahirwa, einer Untergruppe der Batswana. 

## Wirtschaft und Infrastruktur
Von Bobonong führen Straßen unter anderem nach Selebi-Phikwe, Sefophe und Mabolwe sowie zum Grenzübergang Zanzibar nach Südafrika. 
Bobonong verfügt mit der Bobonong Primary Hospital über ein Krankenhaus. Als Primarschulen gibt es die Bobonong Primary School und die Mafetsakgang Primary School, als Senior Secondary School die Matshekga Hill School.